# Fahnensatz
Der Fahnensatz oder auch Trigonalisierungssatz ist ein Lehrsatz der Linearen Algebra, einem der Teilgebiete der Mathematik. Er ergibt sich im Zusammenhang mit der Behandlung des sogenannten Normalformenproblems, bei dem die Möglichkeit der Normalformendarstellungen von Vektorraumendomorphismen durch spezielle Matrizen untersucht wird. In diesen Themenkreis gehören auch die Lehrsätze über die Jordansche Normalform.

## Formulierung des Satzes
Der Lehrsatz lässt sich wie folgt formulieren:
Für einen Vektorraumendomorphismus {\displaystyle \phi \colon V\to V} auf einem endlich-dimensionalen Vektorraum {\displaystyle V} sind die folgenden Bedingungen gleichwertig:
 (i) Zu  {\displaystyle \phi } existiert in  {\displaystyle V} eine Fahne {\displaystyle \{0\}=V_{0}\subset V_{1}\subset \ldots \subset V_{n}=V}   ({\displaystyle n=dim(V)}), welche {\displaystyle \phi }-stabil  ist in dem Sinne, dass jeder der in dieser Fahne vorkommenden Untervektorräume von {\displaystyle \phi } in sich selbst abgebildet wird:
{\displaystyle \phi (V_{i})\subseteq V_{i}}   ({\displaystyle i=0,\ldots ,n}) 
 (ii) Das charakteristische Polynom {\displaystyle \chi _{\varphi }} von  {\displaystyle \phi }  zerfällt in Linearfaktoren.
 (iii) Das Minimalpolynom {\displaystyle \mu _{\varphi }} von  {\displaystyle \phi }  zerfällt in Linearfaktoren.
 (iv) {\displaystyle \phi }  ist trigonalisierbar.

## Folgerung
Aus dem Fahnensatz (und unter Berücksichtigung des Fundamentalsatzes der Algebra) ergibt sich das folgende Korollar:
In einem endlich-dimensionalen Vektorraum über einem algebraisch abgeschlossenen Körper (und insbesondere über dem Körper der komplexen Zahlen!) ist jeder Endomorphismus trigonalisierbar.

## Verwandter Satz
Mit dem Fahnensatz eng verwandt ist das folgende Resultat, welches ein Kriterium für die Diagonalisierbarkeit eines Endomorphismus {\displaystyle \phi \colon V\to V} des endlich-dimensionalen Vektorraums  {\displaystyle V} angibt und folgendes besagt:
{\displaystyle \phi }  ist dann und nur dann diagonalisierbar, wenn das Minimalpolynom {\displaystyle \mu _{\varphi }} in Linearfaktoren zerfällt, die alle einfach sind.